# Humphrey Gilbert

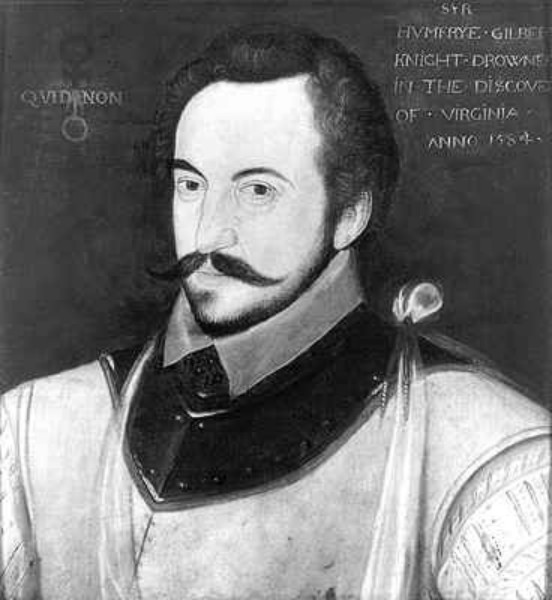
Humphrey Gilbert

Sir Humphrey Gilbert (* um 1537; † 1583) war ein englischer Abenteurer, Feldherr und Parlamentarier, der unter Elisabeth I. diente. Er war ein Halbbruder von Sir Walter Raleigh und gründete die erste englische Kolonie in Nordamerika.

## Frühes Leben
Gilbert war der zweite Sohn von Otho und Katherine Gilbert. Sir Henry Sidney (1529–1586) wurde sein Mentor. Seine Ausbildung erhielt Gilbert im Eton College und an der Oxford University. Dort lernte er Französisch und Spanisch, studierte die Kriegskunst sowie Navigation.
Er nahm an der Belagerung von Le Havre während des ersten Hugenottenkrieges teil und wurde dort 1563 verwundet. Ab dem Jahr 1566 diente er in Irland unter seinem Mentor Henry Sidney, der zu dieser Zeit der Lord Deputy war, im Kampf gegen Shane O’Neill. Er wurde jedoch ein Jahr später mit Nachrichten für Königin Elisabeth I. nach England gesandt. Bei dieser Gelegenheit konnte er der Königin seine Schrift A discourse of a discoverie for a new Passage to Cataia (1576 publiziert in einer überarbeiteten Fassung) vorstellen, die die Erkundung einer Nordwestpassage von Amerika nach Asien behandelte.

## Militärische Karriere in Irland
Gilbert kehrte nach Irland zurück. Nachdem O’Neill einem Mordanschlag zum Opfer gefallen war, wurde er auf den unbezahlten Posten des Gouverneurs von Ulster berufen und gleichzeitig Abgeordneter des irischen Parlaments. Er bemühte sich beim Staatssekretär Baron Burghley um seine Abberufung zurück nach England – „for the recovery of my eyes“ (dt. zur Erholung meiner Augen). Seine Ambitionen lagen dennoch weiterhin in Irland, besonders in der Provinz Munster. Im April 1569 schlug er die Einsetzung eines Präsidenten und eines Rats für die Provinz vor und verfolgte die Absicht, massiv Engländer rund um die Stadt Baltimore (heute im County Cork gelegen) anzusiedeln. Zur selben Zeit war er auch an den Planungen von Sidney und Sir Thomas Smith beteiligt, eine große Anzahl von Menschen aus Devonshire in der Provinz Ulster anzusiedeln.
Gilberts Maßnahmen im Süden Irlands spielten eine entscheidende Rolle beim Ausbruch der Desmond-Rebellionen. Ein Verwandter Gilberts, Sir Peter Carew (1514?–1575), äußerte den provokanten und weit hergeholten Anspruch, einige Gebiete im Butler-Territorium in Süd-Leinster geerbt zu haben. Der Earl of Ormonde, Thomas Butler, war zu dieser Zeit abwesend, und der Konflikt zwischen seiner Familie und dem rechtlichen Anspruch Carews auf ihre Gebiete führte zum Chaos.
Gilbert zeigte sich mehr als bereit, auf Carews Seite einzugreifen. Nachdem Carew das Baronat Idrone (heute County Carlow) eingenommen hatte, zog Gilbert mit seinen Truppen westwärts über den Meath Blackwater, vereinigte sie mit den Streitkräften seines Verwandten, und gemeinsam schlugen sie Sir Edmund Butler, einen jüngeren Bruder des Earls of Osmond. Der Konflikt sprang von Leinster auf die Provinz Munster über, wo die Fitzgerald-Familie von Desmond eine Rebellion auslöste. Gilbert wurde von Sidney zum Colonel ernannt und mit der Verfolgung des Rebellen James FitzMaurice FitzGerald († 1579) beauftragt.
Die Fitzgeralds wurden aus Kilmallock vertrieben, kehrten jedoch zurück und belagerten Gilbert. Gilbert vertrieb ihre überlegene Streitmacht mit einem Ausfall, bei dem sein Pferd unter ihm getötet und sein Schild von einem Speer durchbohrt wurde. Er drang in das Rebellengebiet ein und schaffte es, unbeeinträchtigt durch Kerry und Connello zu marschieren. Dabei nahm er 30 bis 40 Schlösser ohne Hilfe durch eine Artillerie ein. In den drei Wochen seines Feldzugs schonte er keinen seiner Feinde, auch Frauen und Kinder nicht, so dass viele Schlösser schon vor seiner Ankunft von ihren Bewohnern verlassen wurden.
Um die Unterstützer der Rebellen einzuschüchtern, ordnete er an, die getöteten Feinde zu köpfen. Die Köpfe wurden abends links und rechts in Reihen angeordnet, und säumten den Weg zu seinem Zelt. Das Köpfen von Feinden war damals üblich im gälischen Irland, die Übernahme dieses Brauches durch einen englischen Armeeoffizier mit dem Anspruch, für das Recht der Unterdrückten zu kämpfen, jedoch ohne Beispiel.
Zu diesem Zeitpunkt kehrte der Earl of Osmond aus England zurück und rief seine Brüder zurück, was die Rebellion schwächte. Einer der Führer der Rebellion stellte sich und bekannte sich des Hochverrats für schuldig, daraufhin wurde Gilbert am 1. Januar 1570 durch Sidney in der Mitte des eroberten Fitzgerald-Camps in Drogheda zum Knight Bachelor geschlagen. Fitzmaurice jedoch war weiterhin auf freiem Fuß, und einen Monat nach Gilberts Rückkehr nach England eroberte er Kilmallock zurück.

## Parlamentarier und Abenteurer
Gilbert kehrte 1570 nach England zurück. Dort heiratete er Anne Aucher, die ihm sechs Söhne und eine Tochter schenkte. Er wurde für Plymouth ins Parlament gewählt. Zusammen mit Smith beteiligte er sich an einem alchemistischen Projekt, bei dem Eisen in Kupfer und Antimon in Quecksilber verwandelt werden sollte.
1572 richtete Gilbert seine Aufmerksamkeit auf die Niederlande. Er führte eine Armee von 1500 Mann, die zum großen Teil aus Männern von Smiths aufgegebener Plantation in Ulster stammten, der Feldzug war jedoch ein Fehlschlag. In den Jahren 1572–78 wurde Gilbert sesshaft und widmete sich allein dem Schreiben. 1573 schlug er Elisabeth I. die Gründung einer Akademie in London vor, ein Plan, der schließlich von Sir Thomas Gresham mit der Gründung des Gresham College umgesetzt wurde. Gilbert half außerdem dabei, die Society of the New Art gemeinsam mit William Cecil, 1. Baron Burghley, und Robert Dudley, 1. Earl of Leicester, aufzubauen.
Danach drehte sich Gilberts Glück. Er verlor viel eigenes Geld und einen Teil des Vermögens seiner Familie, in dem er mehrere fehlgeschlagene Marine-Expeditionen finanzierte. Er unterstützte Martin Frobishers Fahrt nach Grönland, der von dort gelbe Steine mitbrachte, die sich als wertlos herausstellten. Er selbst brach im November 1578 mit sieben Schiffen von Plymouth nach Amerika auf, die Flotte wurde so von Stürmen gebeutelt, dass sie nach sechs Monaten in den Hafen zurückkehren musste. Nur ein einziges der Schiffe hatte eine nennenswerte Strecke durch den Atlantik zurückgelegt, die Falcon unter dem Kommando von Gilberts Halbbruder Raleigh.

## Rückkehr nach Irland
Im Jahr 1579 wurden Gilbert und Raleigh vom Lord Deputy William Drury nach Irland beordert, um Gilberts alten Feind Fitzmaurice an Land und zur See zu bekämpfen. Vor allem sollte eine spanische Flotte abgefangen werden, die Hilfe für die Munster-Rebellen brachte. Gilbert hatte drei Schiffe unter seinem Kommando, die Anne Ager (vielleicht auch Anne Aucher oder Archer, benannt nach seiner Frau) mit 250 Tonnen, die Relief und die Squirrell mit 10 Tonnen. Die Squirrell, eine kleine Fregatte, hatte die Strecke nach Amerika und zurück unter einem gefangenen portugiesischen Kapitän in drei Monaten zurückgelegt.
Gilbert setzte im Juni 1579 die Segel, nach einer Periode schlechten Wetters, und verirrte sich prompt im Nebel und schwerem Regen um Land’s End. Dieser Zwischenfall sorgte dafür, dass die Königin von nun an an seinen Qualitäten als Seefahrer zweifelte. Seine Flotte wurde in den Golf von Biskaya abgetrieben, und die Spanier nutzten die Gelegenheit und trafen die Rebellen in der irischen Hafenstadt Dingle. Im Oktober gelang es ihm, in den Hafen von Cobh einzulaufen, wo er sich einen Streit mit einem Einwohner lieferte, dem er mit seinem Schwert auf den Kopf schlug, und eine Rauferei mit einem Kaufmann, den er kurzerhand über die Reling warf.

## Neufundland
Nach der Absetzung von Ormond wurde allgemein angenommen, dass Gilbert nun zum Präsidenten von Munster ernannt werden würde. Aber Gilberts Aufmerksamkeit hatte sich bereits wieder auf Nordamerika gerichtet, wo er Land für die Krone in Besitz nehmen wollte.
Bereits 1578 hatte er eine Lizenz der Krone zur Erkundung mit einer Gültigkeit von 6 Jahren erhalten, die nun kurz davor stand, auszulaufen. Ihm gelang es 1583, große Summen von katholischen Investoren zu erhalten. Die Geldgeber wurden in England durch Gesetze unterdrückt und wollten nicht in andere feindlich gesinnte europäische Länder ins Exil gehen, deshalb zeigten sie großes Interesse an einer Auswanderung nach Amerika. Gilbert versprach ihnen ein Gebiet von 9 Millionen Acres (36000 km²) um den Fluss Norumbega, das er unter ihnen austeilen wollte, auch wenn es unter der Herrschaft der Krone stehen würde.
Die katholische Finanzierung zerschlug sich jedoch, unter anderem, weil die Katholiken gezwungen werden sollten, vor der Abreise ihre Strafsteuern zu begleichen: Diese Strafsteuer mussten sie zahlen, weil sie die Teilnahme am anglikanischen Gottesdienst verweigerten. Gilbert konnte trotzdem mit einer kleinen Flotte von 5 Schiffen im Juni 1583 lossegeln. Eines der Schiffe, die Black Raleigh, unter dem Kommando von Raleigh persönlich, musste auf halbem Weg umkehren, weil sie nicht genug Lebensmittel an Bord hatte. Gilberts Crew bestand hauptsächlich aus Kriminellen und Piraten, aber trotz vieler Probleme gelang es ihnen, Neufundland zu erreichen.
Bei der Ankunft im Hafen von St. John’s wurde Gilberts Flotte der Weg von lokalen Fischerbooten blockiert, auf Befehl des englischen Hafenkommandanten. Dies war eine Reaktion auf einen Piratenüberfall auf ein portugiesisches Schiff, den einer von Gilberts Kommandanten im Jahr zuvor verübt hatte. Nachdem dieser Widerstand überwunden war, zeigte Gilbert seine Lizenz von der Krone vor und nahm Neufundland in einer offiziellen Zeremonie am 5. August 1583 im Namen der Krone in Besitz, einschließlich des Landes innerhalb von 200 Legua im Norden und Süden. Gilbert übernahm das Kommando über die lokale Fischereiflotte und belegte sie mit Steuern, unternahm aber keinen Versuch einer Ansiedlung. Nach wenigen Wochen legte seine Flotte wieder Richtung Heimat ab.
Auf der Rückreise bestand Gilbert darauf, mit seinem favorisierten Schiff, der Squirrell, zu segeln. Er ordnete einen umstrittenen Kurswechsel der Flotte an, missachtete die Meinungen der anderen hochrangigen Offiziere und verursachte so, dass eins der Schiffe unter dem Verlust mehrerer Menschenleben auf Grund lief, vermutlich an der Westküste von Sable Island.
900 Seemeilen vor der Küste geriet die Flotte in einen Sturm. Die kleine Squirell kämpfte schwer mit den Wellen. Man versuchte Gilbert zu überzeugen, auf eines der größeren Schiffe zu wechseln, aber er weigerte sich. Gilbert soll sich die meiste Zeit ein Buch lesend auf dem Achterdeck des Schiffes aufgehalten haben, von der begleitenden Golden Hind hörte man ihn mehrfach rufen: „We are as near to heaven by sea as by land!“. Um Mitternacht erloschen die Lichter auf der Squirell, und der Ausguck der Golden Hind meldete, der General sei von Bord gespült worden. Die Squirell sank mit der kompletten Besatzung.
Die kanadische Regierung, vertreten durch den für das Historic Sites and Monuments Board of Canada zuständigen Minister, ehrte Gilbert am 15. Januar 1981 für sein Wirken zur Etablierung einer Kolonie in Nordamerika und erklärte ihn zu einer „Person von nationaler historischer Bedeutung“.